# Aleš Zalar
Aleš Zalar, slovenski pravnik in politik, * 22. oktober 1961, Ljubljana.
Od 21. novembra 2008 je minister za pravosodje Republike Slovenije in od 2. septembra 2011 je tudi začasni (največ tri mesece) minister za notranje zadeve Republike Slovenije.
Na državnozborskih volitvah leta 2011 je kandidiral na listi LDS.